# GJ 1132 b
GJ 1132 b は、ほ座の方角に地球から41光年の位置にある赤色矮星GJ 1132の周囲を公転する太陽系外惑星である。生物は住めないと考えられるが、大気を持てる程度には冷えている。チリのMEarthプロジェクトで発見された。
メディアでは「これまで太陽系外で発見された最も重要な惑星の1つ」とも呼ばれている。物理的特性が比較的地球に似ていることから、望遠鏡での観測により、大気組成、風速、夕焼けの色等を決定できる。これは、主星の直径が太陽の20%と小さく、惑星が主星の前を通過する際に、主星からの光に与える影響が大きいことが一因である。惑星の直径は地球の約1.2倍、質量は約1.6倍と推測され、地球と似た岩石質の組成を持つことが示唆される。主星から約224万kmの距離を1.6日間で公転している。
地球と比べると、主星からの放射を19倍も受け、平衡温度は、地球と同等のアルベドであれば529K、金星と同等であれば409Kと推定される。惑星が大気を持っている場合、その表面の温度が高くなる可能性が高いため、金星よりも高温になる可能性が高くなる。惑星の夜の面は、恒星に近いことから潮汐固定されていると推定されるため、より低温になる可能性がある。しかし、大部分の大気が厚い環境では、熱を反対側に伝達することができる。

## 大気
2017年4月、GJ 1132 b の周囲で、水素が大部分を占める大気を検出したと報告された。しかし、より正確な研究により、その報告は否定された。2021年には、ヘリウムが含まれず、メタンとシアン化水素が含まれるもやのかかった水素の大気(大気の約8.9%で、混合大気の底の方にかなりの量の遊離窒素が存在することを示唆する)を検出したと報告された。しかし、その後の2つの研究において、ハッブル宇宙望遠鏡の広視野カメラ3によるスペクトルからは、分子吸収の証拠が見つからなかった。スペクトルはむしろ平らであり、これは光蒸発に関する現在の理解により近いものである。

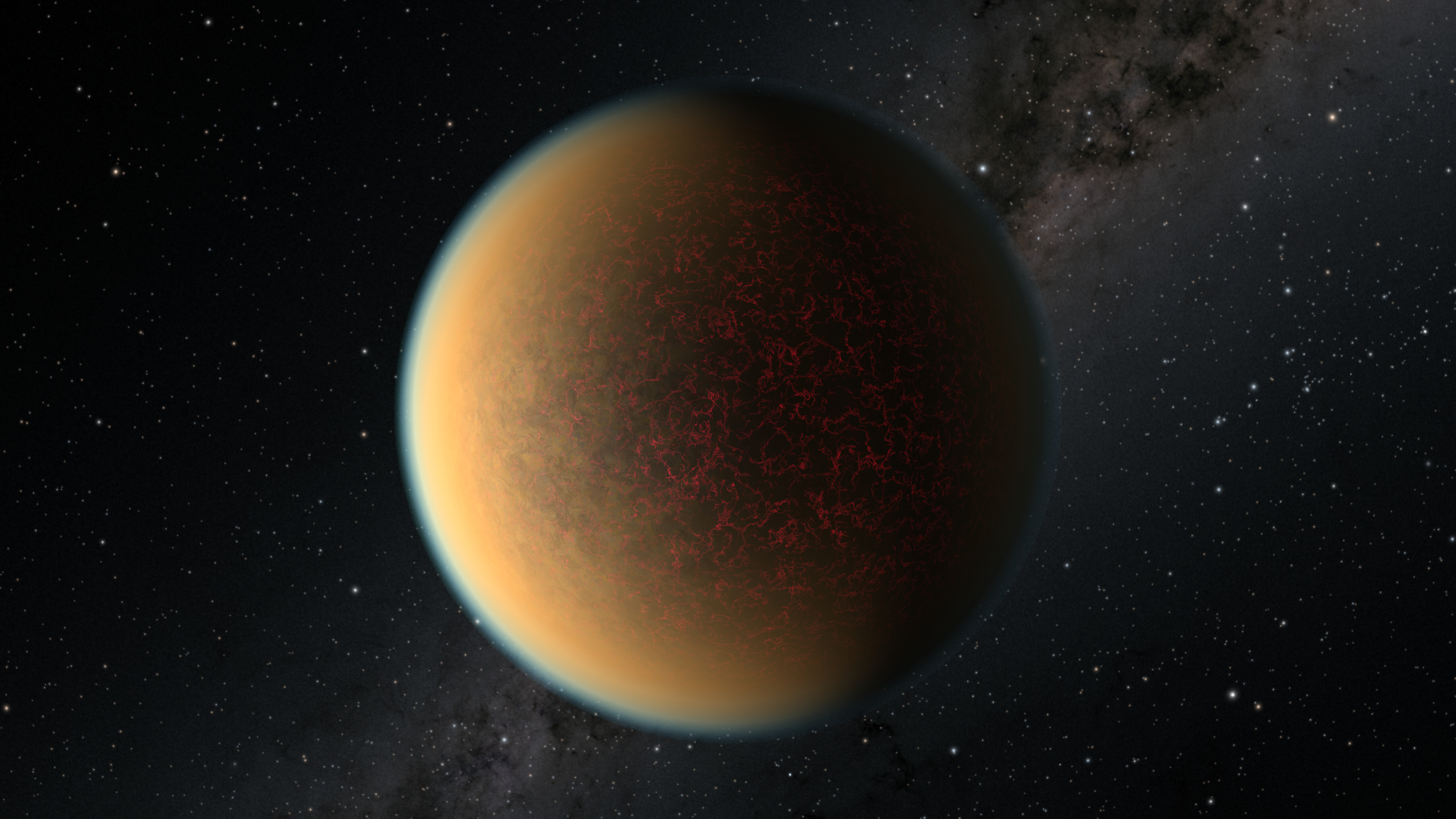
GJ 1132 bの想像図